# ديفيد ساذرلاند (سياسي)
ديفيد ساذرلاند هو شخصية أعمال وفلاح وتاجر وسياسي أسترالي، ولد في 1803 في ويك ‏ في المملكة المتحدة، وتوفي في 30 أغسطس 1879 في Magill, South Australia ‏ في أستراليا. انتخب عضو المجلس النيابي لجنوب أستراليا ‏ عن دائرة Electoral district of Encounter Bay ‏ وقد انضم خلال فترته النيابية (24 نوفمبر 1862 – 14 أبريل 1868) للكتلة البرلمانية مستقل وانتخب عضو المجلس النيابي لجنوب أستراليا ‏ عن دائرة Electoral district of Noarlunga ‏ وقد انضم خلال فترته النيابية ‏ (23 مارس 1860 – 23 نوفمبر 1862) للكتلة البرلمانية مستقل.